# Sara Haden
Sara Haden, all'anagrafe Catherine Haden (Galveston, 17 novembre 1898 – Woodland Hills, 15 settembre 1981), è stata un'attrice statunitense.

## Biografia
Figlia di Charlotte Walker, attrice del cinema muto e di alcuni tra i primi film sonori, Sara Haden apparve per la prima volta sul palcoscenico nei primi anni venti, recitando in tournée con la madre. Successivamente lavorò con la compagnia di Walter Hampden, specializzata nel repertorio shakespeariano, e con noti interpreti teatrali come Minor Watson, Claiborne Foster e Walter Connolly. La sua definitiva affermazione a Broadway risale al 1927 nella pièce Trigger.
Nel 1934, un anno dopo il ritiro dalle scene di sua madre, Sara Haden fece il suo debutto cinematografico, comparendo in diversi film quali Argento vivo con Katharine Hepburn e Musica nell'aria con Gloria Swanson. Durante gli anni trenta firmò un contratto con la MGM e apparve in numerose pellicole, solitamente in ruoli di donna severa e priva di senso dell'umorismo. Tra le sue interpretazioni più note, quella dell'inflessibile ispettrice scolastica Agatha Morgan in Capitan Gennaio (1936), accanto a Shirley Temple, e della benvoluta insegnante Miss Pipps in Come Back, Miss Pipps (1941), cortometraggio del serial Simpatiche canaglie.
Il ruolo che però le diede la massima popolarità presso il pubblico americano fu quello di Milly Forrest, la zia zitella nella serie di film con protagonista Andy Hardy (Mickey Rooney). L'attrice interpretò il personaggio in tredici pellicole tra il 1937, anno di Un affare di famiglia, fino al 1958, con l'ultimo film della serie, Andy Hardy Comes Home, che fu la sua ultima interpretazione per il grande schermo. Tra gli altri film in cui apparve, da ricordare, Una povera bimba milionaria (1936), Scrivimi fermo posta (1940), La donna del giorno (1942). Fu molto attiva anche in televisione, con apparizioni nelle serie Perry Mason (1959), Il mio amico marziano (1965) e Dottor Kildare (1965).
Sposata dal 1921 al 1948 con l'attore Richard Abbott, Sara Haden morì il 15 settembre 1981 a Woodland Hills, in California, all'età di 82 anni.

## Filmografia parziale

### Cinema
- La donna nell'ombra (The Life of Vergie Winters), regia di Alfred Santell (1934)
- Musica nell'aria (Music in the Air), regia di Joe May (1934)
- La figlia di nessuno (Anne of Green Gables), regia di George Nicholls Jr. (1934)
- Angeli del dolore (The White Parade), regia di Irving Cummings (1934)
- Argento vivo (Spitfire), regia di John Cromwell (1934)
- Educande d'America (Finishing School), regia di George Nicholls Jr. (1934)
- Al di là delle tenebre (Magnificent Obsession), regia di John M. Stahl (1935)
- Cuori incatenati (Way Down East), regia di Henry King (1935)
- Amore folle (Mad Love), regia di Karl Freund (1935)
- Il circo (O'Shaughnessy Boy), regia di Richard Boleslawski (1935)
- Una povera bimba milionaria (Poor Little Rich Girl), regia di Irving Cummings (1936)
- Capitan Gennaio (Captain January), regia di David Butler (1936)
- La grande barriera (The Barrier), regia di Lesley Selander (1937)
- Un affare di famiglia (A Family Affair), regia di George B. Seitz (1937)
- La fine della signora Cheyney (The Last of Mrs. Cheyney), regia di Richard Boleslawski (1937)
- Ombre di notte (Under Cover of Night), regia di George B. Seitz (1937)
- Cow boy dilettante (Out West with the Hardys), regia di George B. Seitz (1938)
- Una donna dimentica (Remember?), regia di Norman Z. McLeod (1939)
- Four Girls in White, regia di S. Sylvan Simon (1939)
- Andy Hardy e la febbre di primavera (Andy Hardy Gets Spring Fever), regia di W. S. Van Dyke (1939)
- Il segreto del dottor Kildare (The Secret of Dr. Kildare), regia di Harold S. Bucquet (1939)
- Judge Hardy and Son, regia di George B. Seitz (1939)
- Scrivimi fermo posta (The Shop Around the Corner), regia di Ernst Lubitsch (1940)
- Andy Hardy incontra la debuttante (Andy Hardy Meets Debutant), regia di George B. Seitz (1940)
- La febbre del petrolio (Boom Town), regia di Jack Conway (1940)
- Il processo di Mary Dugan (The Trial of Mary Dugan), regia di Norman Z. McLeod (1941)
- Segretaria privata di Andy Hardy (Andy Hardy's Private Secretary), regia di George B. Seitz (1941)
- Vecchio squalo (Barnacle Bill), regia di Richard Thorpe (1941)
- Il molto onorevole Mr. Pulham (H. M. Pulham, Esq.), regia di King Vidor (1941)
- Innamorato pazzo (Love Crazy), regia di Jack Conway (1941)
- Life Begins for Andy Hardy, regia di George B. Seitz (1941)
- La doppia vita di Andy Hardy (Andy Hardy's Double Life), regia di George B. Seitz (1942)
- Incontro a Bataan (Somewhere I'll Find You), regia di Wesley Ruggles (1942)
- The Affairs of Martha, regia di Jules Dassin (1942)
- La donna del giorno (Woman of the Year), regia di George Stevens (1942)
- Il corteggiamento di Andy Hardy (The Courtship of Andy Hardy), regia di George B. Seitz (1942)
- La parata delle stelle (Thousand Cheer), regia di George Sidney (1943)
- Al di sopra di ogni sospetto (Above Suspicion), regia di Richard Thorpe (1943)
- L'angelo perduto (Lost Angel), regia di Roy Rowland (1943)
- Ritmi di Broadway (Broadway Rhythm), regia di Roy Del Ruth (1944)
- Il sole spunta domani (Our Vines Have Tender Grapes), regia di Roy Rowland (1945)
- Non volle dir sì (She Wouldn't Say Yes), regia di Alexander Hall (1945)
- Carambola d'amore (Love Laughs at Andy Hardy), regia di Willis Goldbeck (1946)
- La donna lupo di Londra (She-Wolf of London), regia di Jean Yarbrough (1946)
- Bascomb il mancino (Bad Bascomb), regia di S. Sylvan Simon (1946)
- L'amore può aspettare (Mr. Ace), regia di Edwin L. Marin (1946)
- La moglie del vescovo (The Bishop's Wife), regia di Henry Koster (1947)
- Il vagabondo della foresta (Rachel and the Stranger), regia di Norman Foster (1948)
- Donne di frontiera (Roughshod), regia di Mark Robson (1949)
- La montagna rossa (The Big Cat), regia di Phil Karlson (1949)
- L'indossatrice (A Life of Her Own), regia di George Cukor (1950)
- Rodeo, regia di William Beaudine (1952)
- Il conquistatore del West (Wagons West), regia di Ford Beebe (1952)
- Un leone per la strada (A Lion Is in the Street), regia di Raoul Walsh (1953)
- The Outlaw's Daughter, regia di Wesley Barry (1954)
- Andy Hardy Comes Home, regia di Howard W. Koch (1958)

### Televisione
- General Electric Theater – serie TV, episodio 1x05 (1953)
- Gianni e Pinotto (The Abbott and Costello Show) – serie TV, episodio 2x01 (1953)
- Celebrity Playhouse – serie TV, episodio 1x01 (1955)
- Damon Runyon Theater – serie TV, episodio 1x14 (1955)
- Climax! – serie TV, episodio 2x25 (1956)
- Bourbon Street Beat – serie TV, episodio 1x12 (1959)
- June Allyson Show (The DuPont Show with June Allyson) – serie TV, episodio 1x24 (1960)
- Lock-Up – serie TV, episodio 2x30 (1961)
- Bonanza – serie TV, episodio 4x14 (1962)

## Doppiatrici italiane
- Clara Ristori in Al di sopra di ogni sospetto, L'indossatrice
- Franca Dominici in Il molto onorevole Mr. Pulham
- Maria Saccenti in Il vagabondo della foresta
- Wanda Tettoni in La febbre del petrolio (ridoppiaggio 1957)
- Anna Miserocchi in La moglie del vescovo (ridoppiaggio anni '70)